# 二氯化钋
二氯化钋是一种无机化合物，由放射性的类金属钋和氯组成，化学式 PoCl2.

## 制备
PoCl2 可以由氯化钋金属或者分解四氯化钋，PoCl4而成。各种分解 PoCl4 的方法有加热到 300 °C, 用二氧化硫还原 PoCl4 ，或是在150 °C，一氧化碳或硫化氢的气氛里还原 PoCl4 。

## 反应
PoCl2 溶于稀盐酸，得到粉红色溶液，其自身氧化为Po(IV)。 PoCl2 会被过氧化氢或氯水迅速氧化。在粉红色溶液中添加氢氧化钾会产生深棕色沉淀，可能是水合的PoO或Po(OH)2– 会迅速氧化成 Po(IV). 和稀硝酸反应后，PoCl2形成深红色溶液，然后形成片状白色沉淀物，它的组成物不明。